# Lliga catalana de bàsquet masculina 2010-2011
La 31a edició de la Lliga catalana de bàsquet masculina es disputà al Palau Sant Jordi de Barcelona els dies 18 i 19 de setembre de 2010.
Hi van participar els tres equips catalans de la lliga ACB, el FC Barcelona, el Joventut de Badalona i el Bàsquet Manresa, i el campió de la Lliga catalana LEB, el Girona. El campió va ser el FC Barcelona.
|  | 31a Lliga catalana de bàsquet masculina · Palau Sant Jordi (Barcelona) - 2010 · (18 i 19 de setembre) |

|  | Semifinals             | Semifinals   |                        |    | Final | Final |
|  |                        |              |                        |    |       |       |
|  | 18 de setembre · 17:00 |              |                        |    |       |       |
|  |                        |              |                        |    |       |       |
|  | Joventut de Badalona   | 83           |                        |    |       |       |
|  | Joventut de Badalona   | 83           | 27 de setembre · 17:00 |    |       |       |
|  | CB Girona              | 71           |                        |    |       |       |
|  | CB Girona              | 71           | Joventut de Badalona   | 79 |       |       |
|  | 18 de setembre · 19:00 |              | Joventut de Badalona   | 79 |       |       |
|  |                        | FC Barcelona | 95                     |    |       |       |
|  | FC Barcelona           | FC Barcelona | 95                     | 78 |       |       |
|  | FC Barcelona           |              |                        | 78 |       |       |
|  | Bàsquet Manresa        | 71           |                        |    |       |       |
|  | Bàsquet Manresa        | 71           |                        |    |       |       |

| Campió 2010/11 |
| -------------- |
| FC Barcelona   |
| MVP            |
| Terence Morris |

| Regal FC Barcelona | DKV Joventut Badalona |

| #            | Jugadora            | Pts | Rbs. | Ass. | Val. |
| ------------ | ------------------- | --- | ---- | ---- | ---- |
| 5            | Gianluca Basile     | 0   | 1    | 2    | 1    |
| 8            | Víctor Sada         | 3   | 2    | 3    | 5    |
| 9            | Ricky Rubio         | 11  | 1    | 7    | 17   |
| 10           | Jaka Lakovič        | 5   | 0    | 5    | 3    |
| 11           | Juan Carlos Navarro | 11  | 2    | 2    | 15   |
| 13           | Kosta Perović       | 8   | 1    | 1    | 5    |
| 17           | Fran Vázquez        | 8   | 5    | 0    | 13   |
| 21           | Boniface N'Dong     | 7   | 2    | 1    | 4    |
| 23           | Terence Morris      | 17  | 6    | 5    | 28   |
| 25           | Erazem Lorbek       | 6   | 1    | 0    | 1    |
| 33           | Pete Mickeal        | 17  | 1    | 1    | 13   |
| 44           | Roger Grimau        | 2   | 3    | 0    | 3    |
| Equip        | Equip               | 0   | 3    | 0    | 3    |
| Total        | Total               | 95  | 28   | 27   | 111  |
| Entrenador   |                     |     |      |      |      |
| Xavi Pascual |                     |     |      |      |      |

| Campió de la Lliga Catalana 2010-11 |
| ----------------------------------- |
| Regal FC Barcelona Catorzè títol    |
| MVP                                 |
| Terence Morris                      |

| #              | Jugadora         | Pts | Rbs. | Ass. | Val. |
| -------------- | ---------------- | --- | ---- | ---- | ---- |
| 4              | Jordi Trias      | 6   | 7    | 2    | 14   |
| 6              | Russell Robinson | 9   | 3    | 3    | 12   |
| 10             | Josep Franch     | 6   | 4    | 2    | 10   |
| 12             | Quinton Hosley   | 6   | 2    | 1    | 2    |
| 14             | Albert Homs      | N/D | N/D  | N/D  | N/D  |
| 17             | Henk Norel       | 21  | 7    | 1    | 22   |
| 19             | Pere Tomas       | 7   | 5    | 1    | 6    |
| 21             | Dmitry Flis      | N/D | N/D  | N/D  | N/D  |
| 22             | David Jelinek    | 10  | 2    | 0    | 11   |
| 23             | Carl English     | 5   | 0    | 0    | 1    |
| 45             | Will McDonald    | 9   | 4    | 0    | 5    |
| Equip          | Equip            | 0   | 0    | 0    | 0    |
| Total          | Total            | 79  | 34   | 10   | 83   |
| Entrenador     |                  |     |      |      |      |
| Pepu Hernández |                  |     |      |      |      |